# FIBA AmeriCup femenina de 2017
La I FIBA AmeriCup femenina de 2017, previamente conocido como el Campeonato FIBA Américas Femenino y también conocido como Premundial 2017, fue la 14.ª edición del campeonato de selecciones nacionales femeninas de baloncesto femenino del continente americano. Se disputó del 6 al 13 de agosto en el Estadio Obras Sanitarias de la ciudad de Buenos Aires en Argentina.
Los tres primeros lugares clasificaron a la Copa Mundial de Baloncesto Femenino de 2018 en la isla de Tenerife en España del 22 al 30 de septiembre.

## Clasificación
Los equipos se clasificaron a la AmeriCup de la siguiente forma: Norteamérica recibe entrada automática en representación de su región, Centroamérica a través del Centrobasket 2016 y Sudamérica mediante el Campeonato Sudamericano de 2016.
| Norteamérica              | Centroamérica y el Caribe                              | Sudamérica                                          |
| ------------------------- | ------------------------------------------------------ | --------------------------------------------------- |
| Canadá (campeón defensor) | Cuba Islas Vírgenes Estadounidenses México Puerto Rico | Argentina (sede) Brasil Colombia Paraguay Venezuela |

## Sorteo
Se realizó el sorteo de los grupos el 19 de julio en la Oficina Regional de FIBA en las Américas ubicada en la ciudad de San Juan en Puerto Rico.
| Grupo A                        | Grupo B     |
| ------------------------------ | ----------- |
| Islas Vírgenes Estadounidenses | Paraguay    |
| Venezuela                      | Puerto Rico |
| Brasil                         | Canadá      |
| Argentina                      | Cuba        |
| Colombia                       | México      |

## Primera fase

### Grupo A
| Pos. | Equipo                         | Pts | PJ | G | P | PE  | PP  | Dif |
| ---- | ------------------------------ | --- | -- | - | - | --- | --- | --- |
| 1.   | Argentina                      | 8   | 4  | 4 | 0 | 297 | 203 | 94  |
| 2.   | Brasil                         | 6   | 4  | 2 | 2 | 248 | 245 | 3   |
| 3.   | Islas Vírgenes Estadounidenses | 6   | 4  | 2 | 2 | 257 | 263 | -6  |
| 4.   | Colombia                       | 6   | 4  | 2 | 2 | 226 | 260 | -34 |
| 5.   | Venezuela                      | 4   | 4  | 0 | 4 | 234 | 291 | -57 |

|  | Clasificado a la siguiente fase del torneo |

Los horarios corresponde al huso horario de Buenos Aires, UTC–3.
Fecha 1
| 6 de agosto, 13:35 | Brasil                                                                     | 71–63                | Venezuela                                                       | Buenos Aires                                                                        |  |
|                    | Parciales: 17–13, 16–11, 21–15, 17–24                                      |                      |                                                                 |                                                                                     |  |
|                    | Estadísticas T. Pacheco, G. Justino 12 Gilmara Justino 10 Tres jugadoras 3 | Reporte Pts Reb Asts | Estadísticas 21 Waleska Pérez 6 Daniela Wallen 4 Ivaney Márquez | Pabellón: Estadio Obras Sanitarias Árbitros: Andrés Bartel Gina Cross Yuliet Méndez |  |

| 6 de agosto, 21:05 | Islas Vírgenes Estadounidenses                         | 48–80                | Argentina                                                         | Buenos Aires                                                                                |  |
|                    | Parciales: 12–18, 9–14, 7–34, 20–14                    |                      |                                                                   |                                                                                             |  |
|                    | Estadísticas Imani Tate 19 Natalie Day 10 Imani Tate 3 | Reporte Pts Reb Asts | Estadísticas 17 Andrea Boquete 7 Celia Fiorotto 4 Debora González | Pabellón: Estadio Obras Sanitarias Árbitros: Roberto Vázquez Alejandra Gaytan Maripier Malo |  |

Fecha 2
| 7 de agosto, 16:05 | Venezuela                                                               | 53–79                | Islas Vírgenes Estadounidenses                           | Buenos Aires                                                                           |  |
|                    | Parciales: 10–10, 14–22, 10–19, 19–28                                   |                      |                                                          |                                                                                        |  |
|                    | Estadísticas D. Wallen, S. Renault 12 Sharol Renault 9 Ivaney Márquez 8 | Reporte Pts Reb Asts | Estadísticas 26 Imani Tate 14 Natalie Day 5 Lanese Bough | Pabellón: Estadio Obras Sanitarias Árbitros: Maripier Malo Andrés Bartel Felipe Ibarra |  |

| 7 de agosto, 18:35 | Colombia                                                             | 47–68                | Brasil                                                                           | Buenos Aires                                                                                |  |
|                    | Parciales: 15–17, 5–16, 9–14, 18–21                                  |                      |                                                                                  |                                                                                             |  |
|                    | Estadísticas J. Muñoz, T. Mosquera 13 Luz Asprilla 7 Jenifer Muñoz 4 | Reporte Pts Reb Asts | Estadísticas 13 Leticia Rodrígues 17 Leticia Rodrígues 3 B. Honorio, P. Teixeira | Pabellón: Estadio Obras Sanitarias Árbitros: Roberto Vázquez Alejandra Gaytan Yuliet Méndez |  |

Fecha 3
| 8 de agosto, 13:35 | Islas Vírgenes Estadounidenses                          | 63–70                | Colombia                                                            | Buenos Aires                                                                              |  |
|                    | Parciales: 6–15, 13–23, 26–20, 18–12                    |                      |                                                                     |                                                                                           |  |
|                    | Estadísticas Imani Tate 16 Imani Tate 6 Kadesha Barry 4 | Reporte Pts Reb Asts | Estadísticas 15 Tathiana Mosquera 8 Luz Asprilla 5 Tatiana Mosquera | Pabellón: Estadio Obras Sanitarias Árbitros: Roberto Vázquez Felipe Ibarra Maripier Mhalo |  |

| 8 de agosto, 21:05 | Argentina                                                                          | 79–59                | Venezuela                                                          | Buenos Aires                                                                           |  |
|                    | Parciales: 21–12, 19–11, 22–12, 17–24                                              |                      |                                                                    |                                                                                        |  |
|                    | Estadísticas A. Boquete, M. Durso 13 Orenella Santana 11 M. Gretter, D. González 4 | Reporte Pts Reb Asts | Estadísticas 19 Yosimar Corrales 12 Daniela Wallen 3 Waleska Pérez | Pabellón: Estadio Obras Sanitarias Árbitros: Gina Cross Alejandra Gaytan Yuliet Méndez |  |

Fecha 4
| 9 de agosto, 16:05 | Brasil                                                                                               | 60–67                | Islas Vírgenes Estadounidenses                                 | Buenos Aires                                                                           |  |
|                    | Parciales: 13–13, 10–15, 19–15, 16–15 (T.E.: 2–9)                                                    |                      |                                                                |                                                                                        |  |
|                    | Estadísticas Raphaella Monteiro Da Silva 15 Raphaella Monteiro Da Silva 9 B. Honorio, L. Rodrígues 4 | Reporte Pts Reb Asts | Estadísticas 20 Natalie Day 13 Natalie Day 5 L. Bough, I. Tate | Pabellón: Estadio Obras Sanitarias Árbitros: Gina Cross Alejandra Gaytan Yuliet Méndez |  |

| 9 de agosto, 21:05 | Colombia                                                      | 47–70                | Argentina                                                                     | Buenos Aires                                                                           |  |
|                    | Parciales: 10–16, 7–20, 16–11, 14–23                          |                      |                                                                               |                                                                                        |  |
|                    | Estadísticas Manuela Ríos 10 Jenifer Muñoz 8 Seis jugadoras 1 | Reporte Pts Reb Asts | Estadísticas 16 M. Gretter, M. Rosset 9 Celia Fiorotto 4 M. Gretter, M. Durso | Pabellón: Estadio Obras Sanitarias Árbitros: Maripier Malo Andrés Bartel Felipe Ibarra |  |

Fecha 5
| 10 de agosto, 18:35 | Venezuela                                                       | 59–62                | Colombia                                                             | Buenos Aires                                                                           |  |
|                     | Parciales: 15–14, 13–17, 14–21, 17–10                           |                      |                                                                      |                                                                                        |  |
|                     | Estadísticas Ivaney Márquez 17 Mariana Durán 9 Ivaney Márquez 6 | Reporte Pts Reb Asts | Estadísticas 19 Mabel Martínez 11 Diana Prens 3 M. Martínez, M. Ríos | Pabellón: Estadio Obras Sanitarias Árbitros: Maripier Malo Felipe Ibarra Yuliet Méndez |  |

| 10 de agosto, 21:05 | Argentina                                                           | 68–49                | Brasil                                                                      | Buenos Aires                                                                                |  |
|                     | Parciales: 18–14, 20–9, 22–15, 8–11                                 |                      |                                                                             |                                                                                             |  |
|                     | Estadísticas Debora González 18 Agostina Burani 10 Melisa Gretter 7 | Reporte Pts Reb Asts | Estadísticas 18 Gilmara Justino 9 Gilmara Justino 3 I. Macedo, J. Rodrígues | Pabellón: Estadio Obras Sanitarias Árbitros: Roberto Vázquez Andrés Bartel Alejandra Gaytan |  |

### Grupo B
| Pos. | Equipo      | Pts | PJ | G | P | PE  | PP  | Dif |
| ---- | ----------- | --- | -- | - | - | --- | --- | --- |
| 1.   | Canadá      | 8   | 4  | 4 | 0 | 307 | 197 | 110 |
| 2.   | Puerto Rico | 7   | 4  | 3 | 1 | 279 | 258 | 21  |
| 3.   | Paraguay    | 6   | 4  | 2 | 2 | 273 | 300 | -27 |
| 4.   | Cuba        | 5   | 4  | 1 | 3 | 230 | 271 | -41 |
| 5.   | México      | 4   | 4  | 0 | 4 | 206 | 269 | -63 |

|  | Clasificado a la siguiente fase del torneo |

Los horarios corresponde al huso horario de Buenos Aires, UTC–3.
Fecha 1
| 6 de agosto, 16:05 | Puerto Rico                                                                | 69–49                | México                                                                 | Buenos Aires                                                                                   |  |
|                    | Parciales: 24–14, 19–7, 14–18, 12–10                                       |                      |                                                                        |                                                                                                |  |
|                    | Estadísticas Allison Gibson 13 Angélica Bermúdez 6 P. Rosado, D. Salaman 4 | Reporte Pts Reb Asts | Estadísticas 16 Jacqueline Luna 11 Jacqueline Luna 3 J. Luna, L. Nuñez | Pabellón: Estadio Obras Sanitarias Árbitros: Leonardo Zalazar Rodrigo Mejía Virginia Peruchini |  |

| 6 de agosto, 18:35 | Cuba                                                                          | 35–81                | Canadá                                                     | Buenos Aires                                                                             |  |
|                    | Parciales: 8–28, 10–22, 6–14, 11–17                                           |                      |                                                            |                                                                                          |  |
|                    | Estadísticas Anisleidy Galindo 12 Tres jugadoras 7 I. Casanova, L. Martínez 1 | Reporte Pts Reb Asts | Estadísticas 18 Nirra Fields 10 Ruth Hamblin 5 Shay Colley | Pabellón: Estadio Obras Sanitarias Árbitros: Leandro Lezcano Felipe Ibarra Andreia Silva |  |

Fecha 2
| 7 de agosto, 13:35 | Paraguay                                                                | 69–66                | Cuba                                                                                | Buenos Aires                                                                                  |  |
|                    | Parciales: 20–22, 13–18, 22–10, 14–16                                   |                      |                                                                                     |                                                                                               |  |
|                    | Estadísticas Paola Ferrari 27 María Caraves 11 P. Ferrari, M. Caraves 4 | Reporte Pts Reb Asts | Estadísticas 14 I. Casanova, L. Oquendo 12 F. Ochoa, L. Oquendo 13 Ineidis Casanova | Pabellón: Estadio Obras Sanitarias Árbitros: Leandro Lezcano Rodrigo Mejía Virginia Peruchini |  |

| 7 de agosto, 21:05 | Canadá                                                         | 75–59                | Puerto Rico                                                    | Buenos Aires                                                                           |  |
|                    | Parciales: 18–12, 20–17, 19–12, 18–18                          |                      |                                                                |                                                                                        |  |
|                    | Estadísticas Kia Nurse 17 Kia Nurse 8 N. Fields, M. Langlois 3 | Reporte Pts Reb Asts | Estadísticas 16 Allison Gibson 6 Pamela Rosado 4 Pamela Rosado | Pabellón: Estadio Obras Sanitarias Árbitros: Gina Cross Andreia Silva Leonardo Zalazar |  |

Fecha 3
| 8 de agosto, 16:05 | México                                                    | 39–65                | Canadá                                                            | Buenos Aires                                                                              |  |
|                    | Parciales: 8–15, 12–13, 8–21, 11–16                       |                      |                                                                   |                                                                                           |  |
|                    | Estadísticas Bianca Torre 8 Laura Nuñez 7 Daniela Pardo 2 | Reporte Pts Reb Asts | Estadísticas 13 Nirra Fields 6 Miranda Ayim 6 Miah-Marie Langlois | Pabellón: Estadio Obras Sanitarias Árbitros: Leonardo Zalazar Kendell Henry Rodrigo Mejía |  |

| 8 de agosto, 18:35 | Puerto Rico                                                   | 81–67                | Paraguay                                                      | Buenos Aires                                                                             |  |
|                    | Parciales: 18–19, 19–12, 22–17, 22–19                         |                      |                                                               |                                                                                          |  |
|                    | Estadísticas Marie Plácido 14 Pamela Rosado 7 Pamela Rosado 7 | Reporte Pts Reb Asts | Estadísticas 16 Paola Ferrari 9 María Caraves 5 Paola Ferrari | Pabellón: Estadio Obras Sanitarias Árbitros: Leandro Lezcano Andrés Bartel Andreia Silva |  |

Fecha 4
| 9 de agosto, 13:35 | Paraguay                                                       | 73–67                | México                                                           | Buenos Aires                                                                                  |  |
|                    | Parciales: 17–16, 13–12, 11–14, 22–21 (T.E.: 10–4)             |                      |                                                                  |                                                                                               |  |
|                    | Estadísticas Paola Ferrari 30 María Caraves 7 Tres jugadoras 4 | Reporte Pts Reb Asts | Estadísticas 25 Jacqueline Luna 18 Laura Nuñez 4 Jacqueline Luna | Pabellón: Estadio Obras Sanitarias Árbitros: Leandro Lezcano Kendell Henry Virginia Peruchini |  |

| 9 de agosto, 18:35 | Cuba                                                                  | 67–70                | Puerto Rico                                                  | Buenos Aires                                                                              |  |
|                    | Parciales: 15–17, 12–26, 20–17, 20–10                                 |                      |                                                              |                                                                                           |  |
|                    | Estadísticas Anisleidy Galindo 20 Tres jugadoras 8 Ineidis Casanova 8 | Reporte Pts Reb Asts | Estadísticas 17 Pamela Rosado 8 Tayra Meléndez 2 4 jugadoras | Pabellón: Estadio Obras Sanitarias Árbitros: Leonardo Zalazar Rodrigo Mejía Andreia Silva |  |

Fecha 5
| 10 de agosto, 13:35 | Canadá                                                                | 86–64                | Paraguay                                                               | Buenos Aires                                                                             |  |
|                     | Parciales: 26–14, 15–23, 25–14, 20–13                                 |                      |                                                                        |                                                                                          |  |
|                     | Estadísticas Nirra Fields 25 Michelle Plouffe 13 J. Scott, K. Nurse 3 | Reporte Pts Reb Asts | Estadísticas 14 Paola Ferrari 5 María Mercado 3 M. Mercado, M. Peralta | Pabellón: Estadio Obras Sanitarias Árbitros: Leandro Lezcano Kendell Henry Andreia Silva |  |

| 10 de agosto, 16:05 | México                                                            | 51–62                | Cuba                                                                       | Buenos Aires                                                                                   |  |
|                     | Parciales: 11–12, 14–11, 9–22, 17–17                              |                      |                                                                            |                                                                                                |  |
|                     | Estadísticas J. Luna, C. Saad 11 Laura Nuñez 11 Jacqueline Luna 5 | Reporte Pts Reb Asts | Estadísticas 16 Ineidis Casanova 7 F. Ochoa, A. Galindo 9 Ineidis Casanova | Pabellón: Estadio Obras Sanitarias Árbitros: Leonardo Zalazar Rodrigo Mejía Virginia Peruchini |  |

## Segunda fase
|  | Semifinales  | Semifinales | Semifinales |        |           | Final         | Final         | Final         |  |
|  | 13 de agosto |             |             |        |           |               |               |               |  |
|  |              |             |             |        |           |               |               |               |  |
|  |              |             |             |        |           |               |               |               |  |
|  | 1A           | Argentina   | 48          |        |           |               |               |               |  |
|  | 1A           | Argentina   | 48          |        |           |               |               |               |  |
|  | 2B           | Puerto Rico | 44          |        |           |               |               |               |  |
|  | 2B           | Puerto Rico | 44          |        | Argentina | Argentina     | 65            |               |  |
|  |              |             |             |        | Argentina | Argentina     | 65            |               |  |
|  |              |             | Canadá      | Canadá | 67        |               |               |               |  |
|  | 1B           | Canadá      | Canadá      | Canadá | 67        | 84            |               |               |  |
|  | 1B           | Canadá      |             |        |           | 84            |               |               |  |
|  | 2A           | Brasil      | 45          |        |           | Tercer puesto | Tercer puesto | Tercer puesto |  |
|  | 2A           | Brasil      | 45          |        |           | Tercer puesto | Tercer puesto | Tercer puesto |  |
|  |              |             |             |        |           |               |               |               |  |
|  |              |             |             |        |           | Puerto Rico   | Puerto Rico   | 75            |  |
|  |              |             |             |        |           | Puerto Rico   | Puerto Rico   | 75            |  |
|  |              |             |             |        |           | Brasil        | Brasil        | 68            |  |
|  |              |             |             |        |           | Brasil        | Brasil        | 68            |  |
|  |              |             |             |        |           |               |               |               |  |

### Semifinales
| 12 de agosto, 18:35 | Canadá                                                             | 84–45                | Brasil                                                                     | Buenos Aires                                                                                     |  |
|                     | Parciales: 24–12, 17–10, 26–10, 17–13                              |                      |                                                                            |                                                                                                  |  |
|                     | Estadísticas Niarra Fields 16 Ruth Hamblin 9 Miah-Marie Langlois 9 | Reporte Pts Reb Asts | Estadísticas 14 Isabela Macedo 6 K. Santos, L. Rodrígues 4 Jaice Rodrígues | Pabellón: Estadio Obras Sanitarias Árbitros: Roberto Vázquez Alejandra Gaytan Virginia Peruchini |  |

| 12 de agosto, 21:05 | Argentina                                                            | 48–44                | Puerto Rico                                                         | Buenos Aires                                                                        |  |
|                     | Parciales: 13–4, 9–14, 13–9, 13–17                                   |                      |                                                                     |                                                                                     |  |
|                     | Estadísticas Agostina Burani 26 Agostina Burani 12 Ornella Santana 4 | Reporte Pts Reb Asts | Estadísticas 10 Allison Gibson 12 Yolanda Jones 2 Dayshalee Salamán | Pabellón: Estadio Obras Sanitarias Árbitros: Gina Cross Andrés Bartel Yuliet Méndez |  |

### Tercer puesto
| 13 de agosto, 19:05 | Puerto Rico                                                            | 75–68                | Brasil                                                       | Buenos Aires                                                                          |  |
|                     | Parciales: 15–20, 15–10, 20–18, 25–20                                  |                      |                                                              |                                                                                       |  |
|                     | Estadísticas Allison Gibson 19 Yolanda Jones 6 M. González, Y. Jones 4 | Reporte Pts Reb Asts | Estadísticas 20 Kelly Santos 9 Kelly Santos 6 Isabela Macedo | Pabellón: Estadio Obras Sanitarias Árbitros: Leandro Lezcano Gina Cross Maripier Malo |  |

### Final
| 13 de agosto, 21:35 | Argentina                                                        | 65–67                | Canadá                                                               | Buenos Aires                                                                             |  |
|                     | Parciales: 18–14, 16–13, 13–29, 18–11                            |                      |                                                                      |                                                                                          |  |
|                     | Estadísticas Melisa Gretter 23 Tres jugadoras 5 Melisa Gretter 4 | Reporte Pts Reb Asts | Estadísticas 12 Kia Nurse 11 Katherine Plouffe 4 Miah-Marie Langlois | Pabellón: Estadio Obras Sanitarias Árbitros: Roberto Vázquez Yuliet Méndez Andreia Silva |  |

|                            |
| Bandera de Canadá          |
| Campeón Canadá 3.er título |

## Distinciones
| Categoría                  | Ganadora                                                              |
| -------------------------- | --------------------------------------------------------------------- |
| Jugadora Más Valiosa (MVP) | Nirra Fields                                                          |
| Quinteto ideal             | Melisa Gretter Nirra Fields Allison Gibson Paola Ferrari Miranda Ayim |

## Posiciones finales
| Pos               | Selección                      |
| ----------------- | ------------------------------ |
| Medalla de oro    | Canadá                         |
| Medalla de plata  | Argentina                      |
| Medalla de bronce | Puerto Rico                    |
| 4                 | Brasil                         |
| 5                 | Islas Vírgenes Estadounidenses |
| 6                 | Paraguay                       |
| 7                 | Colombia                       |
| 8                 | Cuba                           |
| 9                 | Venezuela                      |
| 10                | México                         |

## Clasificadas para la Copa del Mundo de Baloncesto Femenino FIBA 2018[4]
| Argentina | Canadá | Puerto Rico |